# SM-6 (ミサイル)
SM-6（英語: STANDARD Missile 6）は、レイセオン社が製造する艦対空ミサイル・弾道弾迎撃ミサイル。計画名はERAM（Extended Range Active Missile）、アメリカ海軍での制式名はRIM-174。

## 開発に至る経緯
冷戦終結後の戦略環境の変化に伴い、沿海域で行動中の艦艇に対して内陸部から飛来する巡航ミサイルが深刻な脅威として注目されるようになった。1998年春より、そのような状況に対処するためのスタンダード・ミサイルのコンセプト開発が開始され、半公式にSM-5と命名された。SM-5は、従来のスタンダード・ミサイルと同様のセミアクティブ・レーダー・ホーミング（SARH）に加えて、アクティブ・レーダー・ホーミング（ARH）も切り替えて使用できるものとして、E-2C早期警戒機または共同交戦能力（CEC）から提供される水平線超え（OTH）の測的データに基づいて射撃を行う構想であった。
2003年には、当時創出されていたNIFC-CAコンセプトに適合化して、SM-5の開発計画はSM-6へと発展し、正式な計画名としてはERAM（Extended Range Active Missile）と称された。2004年には、SM-6の調達プログラムは統合要求監査評議会（JROC）によって正式に承認され、主要防衛調達プログラム（MDAP）に指定された。
2008年6月からはホワイトサンズ・ミサイル実験場での誘導試射が開始された。当初の試験では目標を完全に破壊することはできなかったが、翌年2009年8月の試験では成功を収め、同年には低率初期生産が開始された。2010年5月に海上での試験に入り、2013年度にはフルレート生産が承認され、2013年11月にアーレイ・バーク級ミサイル駆逐艦「キッド」に搭載されて艦隊配備を開始、2014年に初期作戦能力（IOC）を取得した。

## 設計

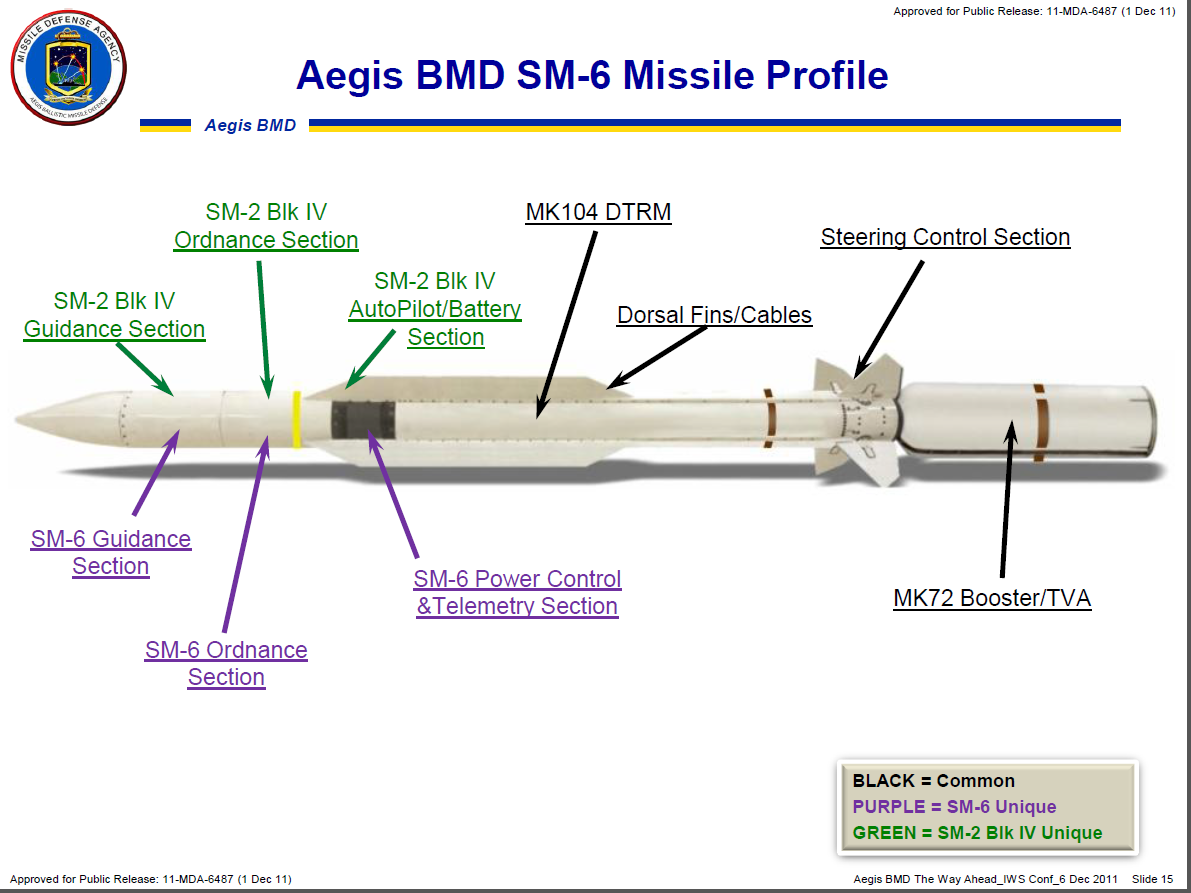
SM-6の構造

SM-6は、SM-2ブロックIV（RIM-156A）の機体に、AMRAAM（AIM-120C）のものを発展させた誘導装置を組み合わせる形で開発された。一方、SM-6ブロックIBでは推進系強化のため、機体のが拡大されるが、シーカーや弾頭はブロックIA以前のものが踏襲されるため、ネックダウン様の外見となっている。

### 誘導装置
SM-6の誘導装置はAMRAAM（AIM-120C）のものをベースとしており、アクティブ・レーダー・ホーミング（ARH）誘導に対応している。ただしAMRAAMよりも機体が大きいことから、シーカーは大型化されている。また中間航程においてイージスシステムからの指令誘導を受けるという点では従来のSM-2シリーズと同様で、終末誘導方式も、従来と同様のセミアクティブ・レーダー・ホーミング（SARH）と切り替えて用いることもできる。更に、GPSを付加することで対水上戦にも対応できる。
この誘導装置はXバンドで動作するため、Sバンドで動作するイージス艦の多機能レーダーよりも分解能が優れている。ARHモードであればファイア・アンド・フォーゲット能力を備えているため、艦のイルミネーターの設置数や照射可能範囲に制約されずに交戦を行うことができる。この特性に加えて、共同交戦能力（CEC）のようなネットワークを介して他のセンサーと統合されることで、SM-6は従来よりも飛躍的に交戦距離を延伸することができ、海軍統合火器管制-対空（NIFC-CA）の重要な柱となる。ミサイルを発射する艦以外のセンサーで発射から迎撃までの全ての誘導を行うEOR（Engage On Remote）機能にも対応しており、ミサイルの射程を最大限に活かすことができる。もともとはイージス・ベースライン9での運用を想定していたが、現在ではイージス・ベースライン5以降の艦から発射が可能である。
SM-6は、元々は固定翼機や回転翼機、無人航空機や巡航ミサイルへの対空戦を想定してきたが、デュアルI（あるいはインクリメントI）と呼ばれるバージョンでは短距離弾道ミサイルへの対処能力が付与された。これにより、SM-2ブロックIVに応急的な改修を加えて担当させていた、大気圏内でターミナル段階にある弾道ミサイルに対して洋上で交戦する能力（sea-based terminal, SBT）が引き継がれた。

### 弾頭部
弾頭部はSM-2ブロックIVから変更されているとされるが、弾頭そのものとTDDは同系列とも伝えられており、変更は比較的小規模なものと推測されている。弾頭重量は64 kgで、例えばハープーン対艦ミサイルの200 kgと比べるとかなり小さく、対空兵器としてはともかく対艦兵器としては威力不足である可能性が指摘されている。マッハ3以上という高速による運動エネルギーによって、破壊力はある程度補われるが、それでも大型艦を撃沈することは難しく、一時的に無力化する「ミッション・キル」に留まることが多いものと予想されている。

### 推進装置
SM-6の推進系は、元来はSM-2ブロックIVと同一で、1段目にはMk 72固体ロケットブースター、2段目にはMk 104デュアルスラスト型ロケット・モーター (DTRM) が搭載された。
一方、SM-6ブロックIBでは機体を再設計し、より大型のDTRMを搭載することとされている。これによって極超音速に到達できるようになり、極超音速滑空体（HGV）への対処能力が向上する。ここで搭載されるDTRMは、SM-3ブロックIIA向けに開発された21インチ径のものであると報じられている。

## 運用史
すべてのSM-6はレッドストーン兵器廠にあるレイセオン工場で最終組立がなされる。
アメリカ海軍およびオーストラリア海軍が採用を決定しており、オーストラリア海軍はイージスシステムを採用したホバート級駆逐艦へ搭載する予定で、共同交戦能力を介してE-7と連携することで能力をさらに発揮できると期待している。
アメリカ国防総省のミサイル防衛局と米海軍は、SM-6を基にして終末段階での弾道ミサイル防衛システム用の弾道弾迎撃ミサイルを開発する予定を立てている。これはSea-based terminal (SBT) と呼ばれており、インクルメント1が2015年頃に、インクルメント2が2018年頃に導入される。開発後にはミッドコース段階での迎撃を担当するSM-3ミサイルとともにイージス弾道ミサイル防衛システムを構成することになる。
2014年10月には、レイセオンが2発のSM-6を用いて対艦ミサイルと巡航ミサイルをエンゲージ・オン・リモートで迎撃したと発表した。このシナリオでは、イージス駆逐艦からの情報を元にイージス巡洋艦が発射したミサイルが両方の目標を迎撃したと伝えられている。
2015年5月、SM-6は低率初期生産（LRIP）から量産体制へと移行した。これにより、コストの削減と生産数増加が見込まれる。
2016年1月、ハワイのPacific Missile RangeにおいてSM-6の対水上射撃試験を実施、標的艦である退役したO.H.ペリー級ルーベン・ジェームズに対しアーレイ・バーク級ミサイル駆逐艦ジョン・ポール・ジョーンズからSM-6を射撃、標的艦に命中・撃沈に成功し対水上射撃能力を証明した。
2017年4月27日、ハワイの太平洋ミサイル射場で実施されたアメリカ海軍の試験で、4発発射し4発とも標的に命中し、完全作戦能力（FOC）に達したことが証明された。
2018年1月17日、アメリカ海軍はSM-6ブロックIBの開発計画を承認した
2020年11月、アメリカ陸軍は地上目標を攻撃できる陸上型長距離ミサイルとして中距離能力を得るためにSM-6を選択した。陸軍はSM-6を地上配備型のトマホーク巡航ミサイルと並行して使用し、2023年後半までに実戦配備する計画である。
2021年5月、アメリカ国防総省のミサイル防衛局は米海軍と協力し、SM-6による弾道ミサイル迎撃試験を実施した。使用されたのは、弾道ミサイル防衛に対応したDualⅡと呼ばれるタイプのもので、試験区域内（場所未公表）より発射された中距離弾道ミサイル標的に対し、2発のSM-6を一斉射したが、迎撃に失敗した。
2022年10月、アメリカ国防総省の国防安全保障協力局は、アメリカ国務省が日本政府に対して最大32発のSM-6ブロックⅠとその関連機器を4億5000万ドルで売却することを許可したと発表した。
2023年2月、防衛装備庁は米海軍とSM-6の調達について契約した。
2023年11月19日、米太平洋陸軍司令官のチャールズ･フリン大将は2024年中にタイフォン ミサイル ランチャーをインド太平洋地域に配備する事を明らかにした。タイフォン・ウェポン・システムはSM−6、トマホークミサイルを地上発射するシステムで、2022年12月7日に米陸軍に引き渡されている。

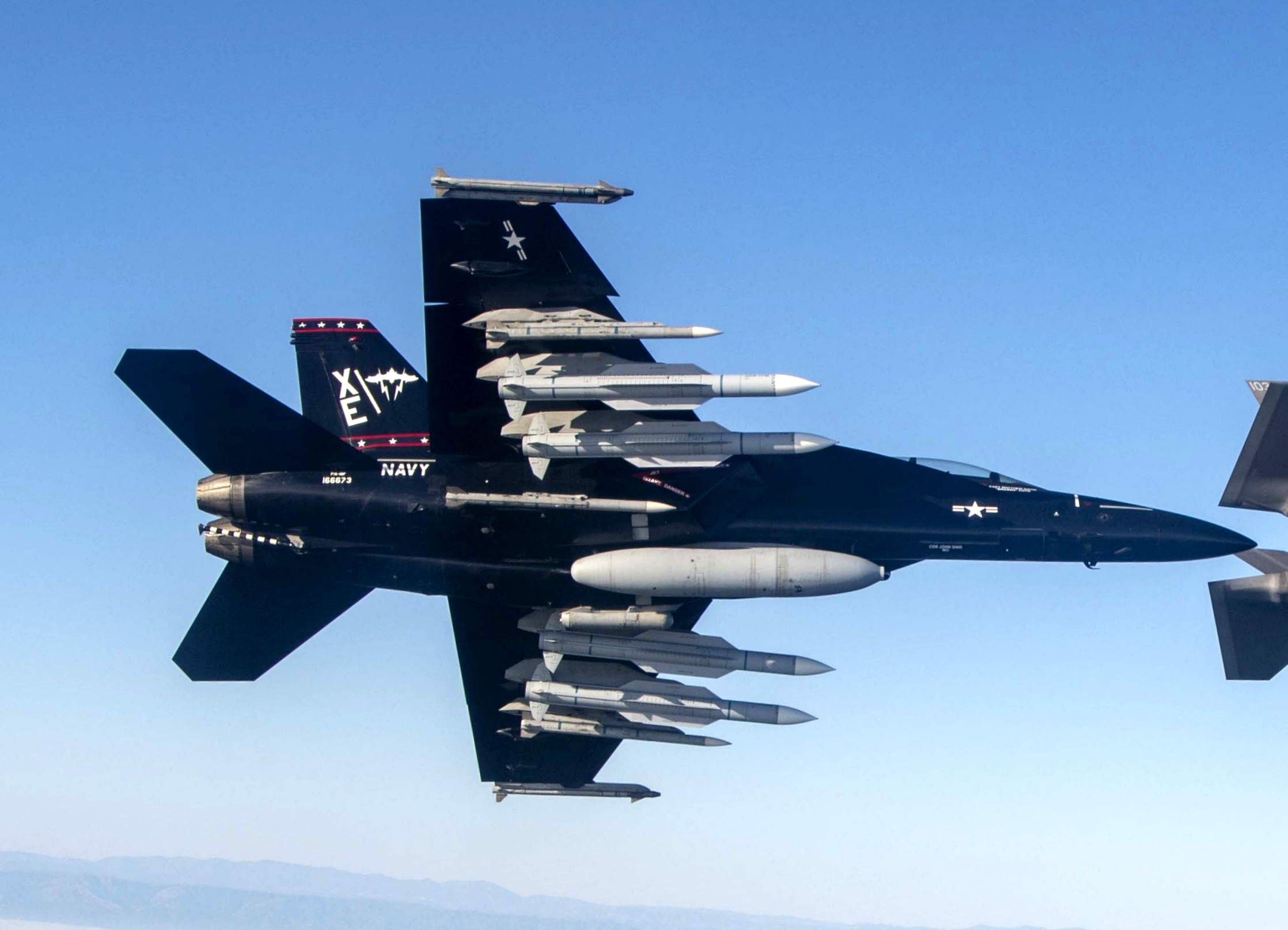
F/A-18F戦闘機に搭載されたAIM-174B

2024年7月9日、RIMPAC演習に参加している空母カール・ヴィンソン艦載機のF/A-18戦闘機にAIM-174Bという名称でSM-6の空対空バージョンが公開された。 Naval Newsは「米海軍報道官がSM-6の空対空バージョンを公式に認め、既にAIM-174Bが実戦配備されていると述べた」「恐らくカール・ヴィンソンの第2空母航空団で初期作戦能力を獲得した状態だろう」と報じている。